# Mohandas Liyanage Sumith
Mohandas Liyanage Sumith (ur. 24 czerwca 1936 w Kolombo) – lankijski bokser, olimpijczyk.
Był mistrzem Sri Lanki w wadze piórkowej w 1960 roku, dzięki temu pojechał na igrzyska do Rzymu. W pierwszym pojedynku trafił na mistrza Europy Jerzego Adamskiego. W pierwszej rundzie Adamski znalazł się nawet na deskach, jednak Polak podniósł się i w następnych rundach okazał się lepszy. Wygrał on cały pojedynek na punkty (zdobył na tym turnieju srebrny medal olimpijski).
Liyanage Sumith wybrany został bokserem roku na Sri Lance w 1960. Pracował jako policjant, był zastępcą inspektora generalnego. Zdobył srebrny medal w strzelectwie na światowych igrzyskach policji i straży pożarnej.